# Élections cantonales de 1931 dans la Somme
Les élections cantonales françaises de 1931 ont eu lieu le 18 et le 25 octobre 1931.

## Contexte départemental

### Assemblée départementale sortante
Avant les élections, le conseil général de la Somme est présidé par Anatole Jovelet (PRRRS), à la tête du département depuis 1928 à la suite de la démission de Louis-Lucien Klotz le 14 décembre 1928. Il comprend 41 conseillers généraux issus des 41 cantons de la Somme. 20 d'entre eux sont renouvelables lors de ces élections.
| Parti                                           | Sigle | Sigle | Élus |
| ----------------------------------------------- | ----- | ----- | ---- |
| Centre-gauche (22 sièges)                       |       |       |      |
| Parti républicain radical et radical-socialiste |       | PRRRS | 20   |
| Parti socialiste français                       |       | PSF   | 2    |
| Centre-droit (14 sièges)                        |       |       |      |
| Alliance démocratique                           |       | AD    | 10   |
| Radicaux indépendants                           |       | RI    | 4    |
| Droite (3 sièges)                               |       |       |      |
| Fédération républicaine                         |       | FR    | 3    |
| Gauche (2 sièges)                               |       |       |      |
| Section française de l'Internationale ouvrière  |       | SFIO  | 2    |
| Président du conseil général                    |       |       |      |
| Anatole Jovelet (PRRRS)                         |       |       |      |

## Conseil général élu
| Canton             | Conseiller sortant             | Étiquette | Candidat élu      | Étiquette |
| ------------------ | ------------------------------ | --------- | ----------------- | --------- |
| Abbeville-Sud      | Achille Delacroix ¹            | PRRRS     | Paul Gaillard     | PRRRS     |
| Acheux-en-Amiénois | Emile Pérot                    | PRRRS     | Emile Pérot       | PRRRS     |
| Albert             | Henry Potez                    | PRRRS     | Henry Potez       | PRRRS     |
| Amiens-Nord-Ouest  | Prosper Francq                 | PRRRS     | Prosper Francq    | PRRRS     |
| Amiens-Sud-Est     | Adrien Dupuis                  | SFIO      | Adrien Dupuis     | SFIO      |
| Ault               | Martin Louchel                 | SFIO      | Jules Lecat       | PRRRS     |
| Chaulnes           | Eugène Boinet                  | AD        | Eugène Boinet     | AD        |
| Conty              | Alexis de l'Épine              | FR        | Alexis de l'Épine | FR        |
| Corbie             | Jean Masse                     | AD        | Jean Masse        | AD        |
| Crécy-en-Ponthieu  | Jean Coache                    | AD        | Jean Coache       | AD        |
| Domart-en-Ponthieu | Anatole Jovelet                | PRRRS     | Anatole Jovelet   | PRRRS     |
| Hallencourt        | Arthur Lourdelle               | AD        | Arthur Lourdelle  | AD        |
| Ham                | Auguste Rougé                  | PRRRS     | Auguste Rougé     | PRRRS     |
| Hornoy-le-Bourg    | Georges Manchion               | AD        | Georges Manchion  | AD        |
| Molliens-Vidame    | Edmond Cavillon                | RI        | Edmond Cavillon   | RI        |
| Montdidier         | Joseph de Villeneuve-Bargemont | AD        | Louis Lematte     | PRRRS     |
| Moreuil            | Arthur Quillet                 | PRRRS     | Arthur Quillet    | PRRRS     |
| Moyenneville       | Gustave Lecul                  | PRRRS     | Gustave Lecul     | PRRRS     |
| Péronne            | Gontrand Gonnet*               | AD        | Louis Daudré      | AD        |
| Rue                | Ernest Dumont                  | FR        | Ernest Dumont     | FR        |

*Conseillers généraux sortants ne se représentant pas
¹ Siège vacant à la suite du décès d'Achille Delacroix le 9 juillet 1931.

### Élus
| Partis              | Partis                                          | Conseillers sortants | Conseillers élus | Évolution     |
| ------------------- | ----------------------------------------------- | -------------------- | ---------------- | ------------- |
|                     | Parti républicain radical et radical-socialiste | 8                    | 10               | 2             |
| Total Centre-gauche | Total Centre-gauche                             | 8                    | 10               | 2             |
|                     | Alliance démocratique                           | 7                    | 6                | 1             |
|                     | Radicaux indépendants                           | 1                    | 1                | en stagnation |
| Total Centre-droit  | Total Centre-droit                              | 8                    | 7                | 1             |
|                     | Fédération républicaine                         | 2                    | 2                | en stagnation |
| Total Droite        | Total Droite                                    | 2                    | 2                | en stagnation |
|                     | Section française de l'Internationale ouvrière  | 2                    | 1                | 1             |
| Total Gauche        | Total Gauche                                    | 2                    | 1                | 1             |

### Groupes politiques
| Parti                                           | Sigle | Sigle | Élus |
| ----------------------------------------------- | ----- | ----- | ---- |
| Centre-gauche (24 sièges)                       |       |       |      |
| Parti républicain radical et radical-socialiste |       | PRRRS | 22   |
| Parti socialiste français                       |       | PSF   | 2    |
| Centre-droit (13 sièges)                        |       |       |      |
| Alliance démocratique                           |       | AD    | 9    |
| Radicaux indépendants                           |       | RI    | 4    |
| Droite (3 sièges)                               |       |       |      |
| Fédération républicaine                         |       | FR    | 3    |
| Gauche (1 siège)                                |       |       |      |
| Section française de l'Internationale ouvrière  |       | SFIO  | 1    |
| Président du conseil général                    |       |       |      |
| Anatole Jovelet (PRRRS)                         |       |       |      |

## Résultats par canton

### Canton d'Abbeville-Sud
|                | Paul Gaillard               | PRRRS          | 1 408 | 67,50  |  |  |
|                | Ernest Dercourt             | SFIO           | 324   | 15,53  |  |  |
|                | Fernand Dubus               | PC-SFIC        | 315   | 15,10  |  |  |
|                | Paul Delique (non candidat) | PRRRS          | 39    | 1,87   |  |  |
|                |                             |                |       |        |  |  |
| Inscrits       | Inscrits                    | Inscrits       | 2 966 | 100,00 |  |  |
| Abstentions    | Abstentions                 | Abstentions    | 777   | 26,20  |  |  |
| Votants        | Votants                     | Votants        | 2 189 | 73,80  |  |  |
| Blancs et nuls | Blancs et nuls              | Blancs et nuls | 103   | 4,71   |  |  |
| Exprimés       | Exprimés                    | Exprimés       | 2 086 | 95,29  |  |  |

*sortant

### Canton d'Acheux-en-Amiénois
|                | Emile Pérot*   | PRRRS          | 1 123 | 53,81  |  |  |
|                | M. Brunel      | AD             | 964   | 46,19  |  |  |
|                |                |                |       |        |  |  |
| Inscrits       | Inscrits       | Inscrits       | 2 491 | 100,00 |  |  |
| Abstentions    | Abstentions    | Abstentions    | 237   | 9,51   |  |  |
| Votants        | Votants        | Votants        | 2 254 | 90,49  |  |  |
| Blancs et nuls | Blancs et nuls | Blancs et nuls | 167   | 7,41   |  |  |
| Exprimés       | Exprimés       | Exprimés       | 2 087 | 92,59  |  |  |

*sortant

### Canton d'Albert
|                | Henry Potez*   | PRRRS          | 2 551 | 100,00 |  |  |
|                |                |                |       |        |  |  |
| Inscrits       | Inscrits       | Inscrits       | 3 874 | 100,00 |  |  |
| Abstentions    | Abstentions    | Abstentions    | 910   | 23,49  |  |  |
| Votants        | Votants        | Votants        | 2 964 | 76,51  |  |  |
| Blancs et nuls | Blancs et nuls | Blancs et nuls | 413   | 13,93  |  |  |
| Exprimés       | Exprimés       | Exprimés       | 2 551 | 86,07  |  |  |

*sortant

### Canton d'Amiens-Nord-Ouest
| Candidats      | Candidats       | Étiquette      | Premier tour | Premier tour |
| Candidats      | Candidats       | Étiquette      | Voix         | %            |
| -------------- | --------------- | -------------- | ------------ | ------------ |
|                | Prosper Francq* | PRRRS          | 2 039        | 69,42        |
|                | M. Pagès        | SFIO           | 572          | 19,48        |
|                | Léon Poidevin   | PC-SFIC        | 315          | 10,73        |
|                |                 |                |              |              |
| Inscrits       | Inscrits        | Inscrits       | 4 585        | 100,00       |
| Abstentions    | Abstentions     | Abstentions    | 1 547        | 33,74        |
| Votants        | Votants         | Votants        | 3 038        | 66,26        |
| Blancs et nuls | Blancs et nuls  | Blancs et nuls | 101          | 3,32         |
| Exprimés       | Exprimés        | Exprimés       | 2 937        | 96,68        |

*sortant

### Canton d'Amiens-Sud-Est
| Candidats      | Candidats       | Étiquette      | Premier tour | Premier tour | Second tour | Second tour |
| Candidats      | Candidats       | Étiquette      | Voix         | %            | Voix        | %           |
| -------------- | --------------- | -------------- | ------------ | ------------ | ----------- | ----------- |
|                | Adrien Dupuis*  | SFIO           | 2 239        | 36,61        | 3 146       | 51,18       |
|                | Edmond Musin    | FR             | 1 758        | 28,74        | 2 435       | 39,61       |
|                | Camille Gémonet | PRRRS          | 1 308        | 21,39        | Retrait     | Retrait     |
|                | Joseph Noël     | PC-SFIC        | 811          | 13,26        | 563         | 9,16        |
|                |                 |                |              |              |             |             |
| Inscrits       | Inscrits        | Inscrits       | 9 963        | 100,00       | 9 963       | 100,00      |
| Abstentions    | Abstentions     | Abstentions    | 3 699        | 37,13        | 3 715       | 37,29       |
| Votants        | Votants         | Votants        | 6 264        | 62,87        | 6 248       | 62,71       |
| Blancs et nuls | Blancs et nuls  | Blancs et nuls | 148          | 2,36         | 101         | 1,62        |
| Exprimés       | Exprimés        | Exprimés       | 6 116        | 97,64        | 6 147       | 98,38       |

*sortant

### Canton d'Ault
| Candidats      | Candidats        | Étiquette      | Premier tour | Premier tour | Second tour | Second tour |
| Candidats      | Candidats        | Étiquette      | Voix         | %            | Voix        | %           |
| -------------- | ---------------- | -------------- | ------------ | ------------ | ----------- | ----------- |
|                | Étienne Chantrel | FR             | 1 481        | 31,77        | 1 873       | 41,19       |
|                | Jules Lecat      | PRRRS          | 1 442        | 30,94        | 2 254       | 49,57       |
|                | Martin Louchel*  | SFIO           | 1 353        | 29,03        | Retrait     | Retrait     |
|                | Georges Boubert  | PC-SFIC        | 385          | 8,26         | 420         | 9,24        |
|                |                  |                |              |              |             |             |
| Inscrits       | Inscrits         | Inscrits       | 5 700        | 100,00       | 5 700       | 100,00      |
| Abstentions    | Abstentions      | Abstentions    | 974          | 17,09        | 1 018       | 17,86       |
| Votants        | Votants          | Votants        | 4 726        | 82,91        | 4 682       | 82,14       |
| Blancs et nuls | Blancs et nuls   | Blancs et nuls | 65           | 1,38         | 135         | 2,88        |
| Exprimés       | Exprimés         | Exprimés       | 4 661        | 98,62        | 4 547       | 97,12       |

*sortant

### Canton de Chaulnes
|                | Eugène Boinet* | AD             | 953   | 67,64  |  |  |
|                | Jules Bourry   | SFIO           | 456   | 32,36  |  |  |
|                |                |                |       |        |  |  |
| Inscrits       | Inscrits       | Inscrits       | 1 791 | 100,00 |  |  |
| Abstentions    | Abstentions    | Abstentions    | 323   | 18,03  |  |  |
| Votants        | Votants        | Votants        | 1 468 | 81,97  |  |  |
| Blancs et nuls | Blancs et nuls | Blancs et nuls | 59    | 4,02   |  |  |
| Exprimés       | Exprimés       | Exprimés       | 1 409 | 95,98  |  |  |

*sortant

### Canton de Conty
|                | Alexis de l'Épine* | FR             | 1 145 | 100,00 |  |  |
|                |                    |                |       |        |  |  |
| Inscrits       | Inscrits           | Inscrits       | 2 148 | 100,00 |  |  |
| Abstentions    | Abstentions        | Abstentions    | 390   | 18,16  |  |  |
| Votants        | Votants            | Votants        | 1 758 | 81,84  |  |  |
| Blancs et nuls | Blancs et nuls     | Blancs et nuls | 613   | 34,87  |  |  |
| Exprimés       | Exprimés           | Exprimés       | 1 145 | 65,13  |  |  |

*sortant

### Canton de Corbie
|                | Jean Masse*    | AD             | 2 033 | 67,59  |  |  |
|                | Lucien Deparis | PC-SFIC        | 975   | 32,41  |  |  |
|                |                |                |       |        |  |  |
| Inscrits       | Inscrits       | Inscrits       | 4 973 | 100,00 |  |  |
| Abstentions    | Abstentions    | Abstentions    | 1 533 | 30,83  |  |  |
| Votants        | Votants        | Votants        | 3 440 | 69,17  |  |  |
| Blancs et nuls | Blancs et nuls | Blancs et nuls | 432   | 12,56  |  |  |
| Exprimés       | Exprimés       | Exprimés       | 3 008 | 87,44  |  |  |

*sortant

### Canton de Crécy-en-Ponthieu
|                | Jean Coache*   | AD             | 1 748 | 100,00 |  |  |
|                |                |                |       |        |  |  |
| Inscrits       | Inscrits       | Inscrits       | 2 347 | 100,00 |  |  |
| Abstentions    | Abstentions    | Abstentions    | 325   | 13,85  |  |  |
| Votants        | Votants        | Votants        | 2 022 | 86,15  |  |  |
| Blancs et nuls | Blancs et nuls | Blancs et nuls | 274   | 13,55  |  |  |
| Exprimés       | Exprimés       | Exprimés       | 1 748 | 86,45  |  |  |

*sortant

### Canton de Domart-en-Ponthieu
|                | Anatole Jovelet* | PRRRS          | 2 581 | 100,00 |  |  |
|                |                  |                |       |        |  |  |
| Inscrits       | Inscrits         | Inscrits       | 3 528 | 100,00 |  |  |
| Abstentions    | Abstentions      | Abstentions    | 441   | 12,50  |  |  |
| Votants        | Votants          | Votants        | 3 087 | 87,50  |  |  |
| Blancs et nuls | Blancs et nuls   | Blancs et nuls | 506   | 16,39  |  |  |
| Exprimés       | Exprimés         | Exprimés       | 2 581 | 83,61  |  |  |

*sortant

### Canton d'Hallencourt
|                | Arthur Lourdelle* | AD             | 1 241 | 53,67  |  |  |
|                | Raymond Niquet    | PRRRS          | 783   | 33,87  |  |  |
|                | Victorien Miannay | SFIO           | 288   | 12,46  |  |  |
|                |                   |                |       |        |  |  |
| Inscrits       | Inscrits          | Inscrits       | 2 666 | 100,00 |  |  |
| Abstentions    | Abstentions       | Abstentions    | 307   | 11,52  |  |  |
| Votants        | Votants           | Votants        | 2 359 | 88,48  |  |  |
| Blancs et nuls | Blancs et nuls    | Blancs et nuls | 47    | 1,99   |  |  |
| Exprimés       | Exprimés          | Exprimés       | 2 312 | 98,01  |  |  |

*sortant

### Canton de Ham
|                | Auguste Rougé* | PRRRS          | 2 046 | 100,00 |  |  |
|                |                |                |       |        |  |  |
| Inscrits       | Inscrits       | Inscrits       | 2 918 | 100,00 |  |  |
| Abstentions    | Abstentions    | Abstentions    | 760   | 26,04  |  |  |
| Votants        | Votants        | Votants        | 2 158 | 73,96  |  |  |
| Blancs et nuls | Blancs et nuls | Blancs et nuls | 112   | 5,19   |  |  |
| Exprimés       | Exprimés       | Exprimés       | 2 046 | 94,81  |  |  |

*sortant

### Canton de Hornoy-le-Bourg
|                | Georges Manchion* | AD             | 1 194 | 80,30  |  |  |
|                | Flament Belguise  | RI             | 293   | 19,70  |  |  |
|                |                   |                |       |        |  |  |
| Inscrits       | Inscrits          | Inscrits       | 1 799 | 100,00 |  |  |
| Abstentions    | Abstentions       | Abstentions    | 256   | 14,23  |  |  |
| Votants        | Votants           | Votants        | 1 543 | 85,77  |  |  |
| Blancs et nuls | Blancs et nuls    | Blancs et nuls | 56    | 3,63   |  |  |
| Exprimés       | Exprimés          | Exprimés       | 1 487 | 96,37  |  |  |

*sortant

### Canton de Molliens-Vidame
|                | Edmond Cavillon*  | RI             | 1 496 | 76,68  |  |  |
|                | Charles Descheyer | SFIO           | 455   | 23,32  |  |  |
|                |                   |                |       |        |  |  |
| Inscrits       | Inscrits          | Inscrits       | 2 338 | 100,00 |  |  |
| Abstentions    | Abstentions       | Abstentions    | 345   | 14,76  |  |  |
| Votants        | Votants           | Votants        | 1 993 | 85,24  |  |  |
| Blancs et nuls | Blancs et nuls    | Blancs et nuls | 42    | 2,11   |  |  |
| Exprimés       | Exprimés          | Exprimés       | 1 951 | 97,89  |  |  |

*sortant

### Canton de Montdidier
|                | Louis Lematte   | PRRRS          | 1 384 | 59,78  |  |  |
|                | Gaëtan Sinoquet | SFIO           | 931   | 40,22  |  |  |
|                |                 |                |       |        |  |  |
| Inscrits       | Inscrits        | Inscrits       | 3 074 | 100,00 |  |  |
| Abstentions    | Abstentions     | Abstentions    | 691   | 22,48  |  |  |
| Votants        | Votants         | Votants        | 2 383 | 77,52  |  |  |
| Blancs et nuls | Blancs et nuls  | Blancs et nuls | 68    | 2,85   |  |  |
| Exprimés       | Exprimés        | Exprimés       | 2 315 | 97,15  |  |  |

*sortant

### Canton de Moreuil
|                | Arthur Quillet* | PRRRS          | 1 361 | 61,72  |  |  |
|                | René Cartier    | AD             | 844   | 38,28  |  |  |
|                |                 |                |       |        |  |  |
| Inscrits       | Inscrits        | Inscrits       | 2 903 | 100,00 |  |  |
| Abstentions    | Abstentions     | Abstentions    | 631   | 21,74  |  |  |
| Votants        | Votants         | Votants        | 2 272 | 78,26  |  |  |
| Blancs et nuls | Blancs et nuls  | Blancs et nuls | 67    | 2,95   |  |  |
| Exprimés       | Exprimés        | Exprimés       | 2 205 | 97,05  |  |  |

*sortant

### Canton de Moyenneville
|                | Gustave Lecul      | PRRRS          | 1 442 | 64,35  |  |  |
|                | Édouard Delozières | SFIO           | 799   | 35,65  |  |  |
|                |                    |                |       |        |  |  |
| Inscrits       | Inscrits           | Inscrits       | 2 772 | 100,00 |  |  |
| Abstentions    | Abstentions        | Abstentions    | 431   | 15,55  |  |  |
| Votants        | Votants            | Votants        | 2 341 | 84,45  |  |  |
| Blancs et nuls | Blancs et nuls     | Blancs et nuls | 100   | 4,27   |  |  |
| Exprimés       | Exprimés           | Exprimés       | 2 241 | 95,73  |  |  |

*sortant

### Canton de Péronne
|                | Louis Daudré   | AD             | 1 906 | 65,03  |  |  |
|                | Alfred Basquin | SFIO           | 1 025 | 34,97  |  |  |
|                |                |                |       |        |  |  |
| Inscrits       | Inscrits       | Inscrits       | 3 730 | 100,00 |  |  |
| Abstentions    | Abstentions    | Abstentions    | 709   | 19,01  |  |  |
| Votants        | Votants        | Votants        | 3 021 | 80,99  |  |  |
| Blancs et nuls | Blancs et nuls | Blancs et nuls | 90    | 2,98   |  |  |
| Exprimés       | Exprimés       | Exprimés       | 2 931 | 97,02  |  |  |

*sortant

### Canton de Rue
|                | Ernest Dumont* | FR             | 2 246 | 100,00 |  |  |
|                |                |                |       |        |  |  |
| Inscrits       | Inscrits       | Inscrits       | 3 510 | 100,00 |  |  |
| Abstentions    | Abstentions    | Abstentions    | 1 076 | 30,66  |  |  |
| Votants        | Votants        | Votants        | 2 434 | 69,34  |  |  |
| Blancs et nuls | Blancs et nuls | Blancs et nuls | 188   | 7,72   |  |  |
| Exprimés       | Exprimés       | Exprimés       | 2 246 | 92,28  |  |  |

*sortant